# Artibeus concolor
Artibeus concolor er en pattedyrart (en flagermus) som blev beskrevet af Peters 1865. Artibeus concolor indgår i slægten Artibeus, og familien bladnæser. IUCN kategoriserer arten globalt som livskraftig.
Ingen underarter findes listet i Catalogue of Life. Arten er ifølge Wilson & Reeder (2005) alene i underslægten Koopmania. I ældre afhandlinger klassificeres Koopmania som selvstændig slægt.

## Beskrivelse
Denne flagermus forekommer i det nordlige Sydamerika. Den lever i forskellige slags skove og opsøger frugtplantager. I bjergområder kommer arten op til 1000 meter over havet.
Hannen er med en gennemsnitlig kropslængde (med hoved) på 59,5 mm noget mindre end hunnen som bliver 64 mm lang. Der er ingen synlig hale. Vægten er cirka 18 til 20 gram. Pelsen er brun, men på struben er den lysere. Arten har ikke striber i ansigtet.
Artibeus concolor æder sandsynligvis primært frugter, suppleret med nektar, pollen og blomster.